# Tafsîr Al Jalalayn
 (janvier 2018).
Si vous disposez d'ouvrages ou d'articles de référence ou si vous connaissez des sites web de qualité traitant du thème abordé ici, merci de compléter l'article en donnant les références utiles à sa vérifiabilité et en les liant à la section « Notes et références ».
Le Tafsîr Al Jalalayn (arabe: تَفْسير الجَلالَيْن tafsīr al-jalālayn — littéralement « le commentaire des deux Jalâl ») est un ouvrage d'exégèse du Coran écrit par les deux âlim : Jalâl ed-Dîn al-Mahallî et Mohammad Jalâl ed-Dîn as-Suyûtî. Il a été commencé en 1459 par Jalâl ed-Dîn al-Mahallî et achevé en 1505 par Jalâl ed-Dîn as-Suyûtî.

## Caractéristiques
Ce tafsir se caractérise par sa simplicité et sa concision. Il se présente comme une explication des termes du Coran (Mufradât Al-Qur'ân). Jalâl ed-Dîn al-Mahallî a commencé le livre par le commentaires de la sourate 18 (al-Kahf)  jusqu'à la cent-quatorzième et dernière sourate, (an-Nâs ou les hommes). Il est mort peu après avoir terminé de commenter la première sourate, al-Fâtiha. Mohammad Jalâl ed-Dîn as-Suyûtî a repris son travail et compléter le commentaire.

## Extrait
« وأما قوله: (غير المغضوب عليهم وال الضـآلين) فالمغضوب عليهم هم العلماء الذين لم يعملوا بعلمهم, والضالون العاملون بال علم, فاألول صفة اليهود, والثاني صفة النصارى, وكثير من الناس إذا رأي في التفسير أن اليهود مغضوب عليهم وأن النصارى ضالون, ظن الجاهل أن ذلك مخصوص بهم, وهو يقر أن ربه فارض عليه أن يدعو بهذا الدعاء, ويعوذ من طريق أهل هذه الصفات, فياسبحان هللا كيف يعلمه هللا ويختار له, ويفرض عليه أن يدعو به دائمماً مع ظنه أنه ال حذر علي منه,وال يتصور أنه يفعله, هذا من ظن السوء باِل , وهللا أعلم هذا آخر الفاتحة »
« "Pas celui de ceux qui encourent ta colère, ni celui des égarés" Ceux qui encourent la colère sont les savants qui ne se conforment pas à ce qu’ils connaissent, et les égarés sont ceux qui pratiquent sans savoir. Pour les premiers, ce sont les juifs et les deuxièmes sont les chrétiens. Mais beaucoup de gens, lorsqu’ils constatent que l’interprétation de « ceux qui encourent ta colère » désigne les juifs, et que les chrétiens sont « des égarés » l’ignorant va croire que cela ne concerne que les juifs et les chrétiens. Pourtant, il reconnait bien qu’Allah lui a ordonné de l’invoquer dans chaque prière avec cette imploration, et de Lui demander la protection contre le chemin de ces gens là ! Pureté à Allah ! Comment peut-il croire qu’Allah irait lui enseigner cette imploration, et choisirait cette imploration pour la lui ordonner dans chaque prière continuellement, et en même temps croire qu’il n’a rien a craindre de cela et qu’il est inconcevable qu’il tombe dans cela ! Ceci est une mauvaise opinion d’Allah. Et ceci marque la fin de la Fâtiha. »

## Traductions

### En français
- Tafsir al-jalalayn : L'exégèse simplifiée du Coran, Dar al-Fiqr al-Islami al-Hadîth , 2000, 1285 pages.

### En anglais
- Tafsir Al-Jalalayn : Great Commentaries of the Holy Qur'an, (edited and translated by Feras Q. Hamza & Yousef Meri), Volume 1, Fons Vitae (États-Unis), 2008,  (ISBN 1-891-78516-8),  (ISBN 978-1-891-78516-0), 701 p.
- Tafsir Al Jalalayn, (trad. par Aisha Bewley), London, Dar Al Taqwa, 2012, 1063 p.